# Fujiwara no Kanesuke

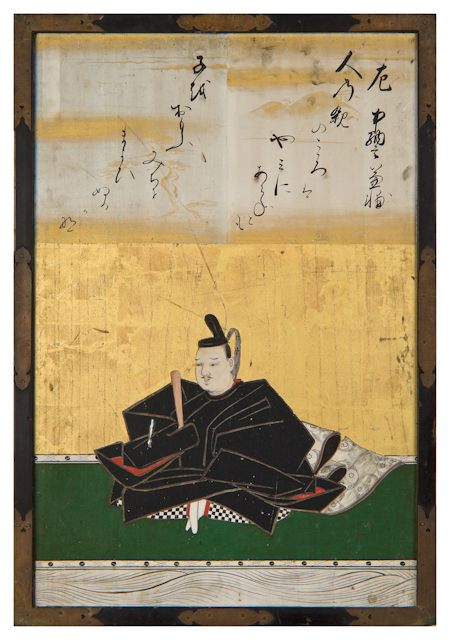
Fujiwara no Kanesuke von Kanō Naonobu, 1648

Fujiwara no Kanesuke (jap. 藤原 兼輔; auch: 中納言 兼輔, Chūnagon Kanesuke oder 堤 中納言 Tsutsumi Chūnagon; * 877; † 21. März 933) war ein japanischer Waka-Dichter und Aristokrat der Heian-Zeit. Er ist einer der Sechsunddreißig Unsterblichen der Dichtkunst.
Eines seiner Gedichte wurde in die bekannte Waka-Anthologie Hyakunin Isshu aufgenommen. Seine Gedichte wurden für die kaiserlichen Gedichtanthologien Kokin-wakashū und Gosen-wakashū ausgewählt.
Sein Vater war Fujiwara no Toshimoto, seine Mutter entstammte dem Ōtomo-Clan. Kanesuke war verheiratet mit der Tochter von Fujiwara no Sadakata. Mit ihr hatte er fünf Söhne.

## Erläuterung
1. ↑  wobei Chūnagon den Hofrang bezeichnet.
2. ↑  Chūnagon bezeichnet hier den Hofrang eines Vize-Ministers nach dem Ritsuryō System. Tsutsumi bedeutet wörtlich Damm. Der Namensbestandteil ist der Tatsache geschuldet, dass Fujiwara no Kanesukes Herrenhaus an eben jener Stelle am Kudo-gawa in Kyoto stand.